# BlueEnergy
blueEnergy est une ONG de solidarité internationale, fondée en 2004, qui œuvre pour améliorer les conditions de vie des populations vulnérables et isolées. Sa mission est de promouvoir l'accès aux énergies renouvelables, à l'eau potable, à l'assainissement, ainsi qu'à la sécurité alimentaire, en mettant en œuvre des projets de développement durable.
blueEnergy France, reconnue d'intérêt général, soutient les actions de blueEnergy Nicaragua, l'ONG locale implantée sur la côte caraïbe du Nicaragua, et collabore avec blueEnergy USA. Depuis 2014, elle étend ses activités en Éthiopie, en partenariat avec l'organisation locale MCMDO (Mothers and Children Multisectoral Development Organisation).

## Histoire de blueEnergy

### Origines: rôle de Colette Grinevald Craig et premières missions en Nicaragua
L’histoire de blueEnergy remonte à 1985, lorsque Colette Grinevald Craig, linguiste française et mère des cofondateurs de l’ONG, Mathias et Guillaume Craig, reçoit une demande officielle du gouvernement du Nicaragua pour l’aider à revitaliser la langue Rama. Cette initiative faisait partie des discussions sur l’autonomie des peuples autochtones de la côte atlantique, dans le cadre des négociations de paix visant à mettre fin à la guerre des Contras. Colette, professeur de linguistique à l’Université de l'Oregon et présidente du Conseil pour les droits de l’Homme en Amérique latine, se rend en Bluefields en 1989, où elle commence à travailler en collaboration avec le CIDCA (Centro de Documentación de la Costa Atlántica) pour documenter la langue Rama.
Le projet de revitalisation de la langue Rama a joué un rôle central dans l’autonomisation des communautés locale, en leur permettant de revendiquer une reconnaissance officielle de leur territoire et de leur culture. Ce projet a jeté les bases d’une implication durable de la famille Craig sur la côte caribéenne du Nicaragua, qui se concrétisera par la création de blueEnergy plusieurs années plus tard.

### 1989-1991: implication des fils, Guillaume et Mathias Craig
En 1989, Guillaume Craig, alors âgé de 13 ans, accompagne sa mère lors d'un voyage à Bluefields. Cette expérience marquante le pousse à s'intéresser de près aux enjeux du développement dans la région. Quelques années plus tard, en 1991, Mathias Craig, également âgé de 13 ans, se rend à son tour au Nicaragua. C’est lors de ces séjours qu'il se lie profondément aux communautés locales, en particulier celles de l'île de Rama Cay et de la région de Cane Creek, peu accessibles et fortement dépendantes des énergies fossiles et des infrastructures rudimentaires. Lors de ses visites sur l'île, Mathias est particulièrement frappé par la possibilité d’utiliser l'’énergie éolienne, ce qui inspirera plus tard la création de blueEnergy et le nom de l’ONG.

### 2002: genèse de blueEnergy
L’idée de fonder blueEnergy germe véritablement en 2002, lorsque Mathias Craig, étudiant au Massachusetts Institute of Technology (MIT), participe à un cours intitulé "Entrepreneurship in the Developing World" (Entrepreneuriat dans le monde en développement). Lors de ce cours, Mathias et ses camarades de classe élaborent un plan de développement pour blueEnergy, un projet visant à fournir de l’électricité et des solutions durables aux communautés vulnérables. Ce projet remporte le premier prix dans la catégorie « Marchés mondiaux » du concours de plans d’affaires MIT $1K en 2002, offrant ainsi à l'ONG un premier élan important.
En 2003, Mathias Craig décide de se consacrer pleinement à blueEnergy et, avec l’aide de son ami et ingénieur Lâl Marandin, mène une étude de faisabilité pour le lancement du projet à Bluefields, au Nicaragua. L'année suivante, en 2004, le trio composé de Mathias, Guillaume et Lâl lance officiellement blueEnergy sur le terrain.

### 2004: lancement officiel de l'ONG en France
Le 19 novembre 2003, blueEnergy est officiellement constituée en tant qu'organisation à but non lucratif aux États-Unis, dans le district de Columbia. En parallèle, une branche française de l'ONG, blueEnergy France, est fondée en juillet 2004 par Michèle Grégoire, mère de Lâl Marandin, et Colette Grinevald Craig. Cette branche a pour objectif de soutenir les projets de blueEnergy au Nicaragua, et de faciliter les partenariats européens.
La même année, un premier partenariat est signé avec des institutions locales de la RAAS (Région Autonome Atlantique Sud), telles que INATEC, BICU et URACCAN, pour lancer les projets d’électrification rurale et d’accès à l’eau.

### 2005-2008: croissance et premiers succès
Entre 2005 et 2008, blueEnergy s’investit dans le développement d’infrastructures et de ressources humaines sur la côte atlantique du Nicaragua. L’ONG installe neuf systèmes énergétiques dans six communautés, touchant environ 1 500 bénéficiaires directs et indirects. blueEnergy est officiellement enregistrée en tant qu’organisation internationale au Nicaragua en 2007.
Au cours de ces années, l'ONG reçoit plusieurs reconnaissances pour son travail innovant. En France, par le Ministère français du Développement durable (prix Entreprises & Environnement 2008) et le Crédit Coopératif (prix régional Ile-de-France de l’initiative en économie sociale et 3ème prix national). Aux États-Unis par CNN Heroes, Larry King Live et les Tech Awards (vainqueur 2007 du prix du développement économique). Et dans le monde, par les Energy Globe Awards (vainqueur national pour le Nicaragua et finaliste pour le prix mondial 2008) et dernièrement, par Ashoka.

### 2008-2014: Expansion et diversification des programmes
En 2008, blueEnergy étend ses activités avec un programme de WaSH (Water, Sanitation, and Hygiene), visant à améliorer l'accès à l'eau potable et à des systèmes sanitaires durables. En parallèle, le programme de sécurité alimentaire et d'agroécologie est lancé, en réponse aux enjeux du changement climatique.
En 2014, blueEnergy étend son action à l'Éthiopie, en partenariat avec l’ONG locale MCMDO (Mothers and Children Multisectoral Development Organisation), pour développer des solutions d’eau potable et d’électrification solaire dans des communautés rurales éloignées.

### 2018: Prise en main locale et impact
En 2018, un tournant important survient avec la restructuration de l'ONG au Nicaragua, où l’équipe locale, menée par Sandra Pavon et Margarita Ruiz, prend en main la direction de l’organisation. Ce changement marque une étape clé dans l'autonomisation des équipes locales et dans le modèle de développement durable et inclusif de blueEnergy.

## Mission
La mission de blueEnergy est de fournir aux communautés les plus isolées les moyens de faire face aux défis environnementaux et sociaux tout en améliorant leur bien-être. L’organisation se distingue par une approche centrée sur la participation communautaire et l’inclusion des populations locales dans chaque étape des projets, du diagnostic des besoins à la mise en œuvre des solutions. Elle adopte également une approche intégrée qui prend en compte les dimensions environnementales, sociales et économiques pour répondre aux défis complexes de manière durable.

## Gouvernance et Structure
blueEnergy est supervisée par un Conseil d’administration international composé de membres nicaraguayens, français et américains, qui assurent la gouvernance globale et le suivi financier de l’organisation. En Europe, un Conseil d’administration en France apporte une supervision supplémentaire pour les financements et partenariats européens.
Au niveau opérationnel, l’équipe de blueEnergy au Nicaragua est composée d'une dizaine de salariés, tous originaires du pays. La direction de l’organisation au Nicaragua est exclusivement féminine, et plus de la moitié du personnel est constitué de femmes, illustrant un engagement fort pour l’inclusion et l’égalité des genres.

## Approche et Principes Directeurs

### Approche globale et inclusive
L’approche de blueEnergy repose sur une vision intégrée du développement durable, qui inclut des dimensions environnementales, économiques et sociales dans la planification et l’implémentation de chaque projet. Elle intervient auprès des familles, des écoles et des communautés en promouvant une participation active de tous les bénéficiaires, en particulier les groupes marginalisés tels que les personnes âgées ou les personnes en situation de handicap.

### Synergie avec les acteurs locaux
blueEnergy construit des partenariats solides avec les institutions locales et les organisations de la société civile pour concevoir des solutions adaptées aux contextes et aux besoins spécifiques de chaque communauté. Des études participatives permettent d'identifier les priorités locales, permettant ainsi de créer des programmes sur mesure dans les domaines de l’accès à l’eau potable, des énergies renouvelables et de l’agroécologie.

### Renforcement des capacités
L'organisation investit dans le développement des compétences des bénéficiaires en proposant des formations et un soutien organisationnel. Cette démarche vise à accroître l’autonomie et l’autosuffisance des communautés afin qu’elles puissent prendre en main leur propre développement. Les bénéficiaires participent activement à la planification, à la mise en œuvre et au suivi des projets, renforçant ainsi leur engagement et assurant la pérennité des initiatives.

### Égalité des genres
blueEnergy met un accent particulier sur l’autonomisation des femmes, considérant leur rôle central dans la vie sociale et domestique. L’ONG prend des mesures pour garantir la participation active des femmes dans ses programmes, en intégrant une perspective de genre dès la conception des projets et en fournissant un soutien pratique, tel que le transport et la garde d’enfants, pour surmonter les barrières à leur participation.

## Domaines d’intervention
Les interventions de blueEnergy couvrent trois principaux domaines :
1. Accès à l'eau potable et hygiène :  blueEnergy améliore l'accès à l'eau potable et les conditions d'hygiène dans les communautés isolées. Des infrastructures telles que des puits, des latrines écologiques et des stations de lavage de mains communautaires sont mises en place pour répondre aux défis sanitaires et prévenir les maladies[5].
2. Sécurité alimentaire et agroécologie  Dans une région où l’insécurité alimentaire est élevée, blueEnergy encourage des pratiques durables pour la production de nourriture. Leur programme inclut des jardins familiaux « biointensifs », accompagnant les habitants dans l'usage de la méthode biointensive, qui augmente la productivité tout en régénérant les sols. Un centre de formation, le Centre Noda, a été fondé pour diffuser ces techniques au niveau régional et national, en collaboration avec des partenaires académiques et institutionnels locaux[6].
3. Gestion de l’énergie et usages productifs  Ce programme vise à fournir des solutions énergétiques durables dans des zones reculées sans accès à l'électricité. blueEnergy installe des systèmes solaires et des foyers améliorés, contribuant ainsi à l’autonomie énergétique et à la sécurité économique des populations[7]. Leurs projets, tels que la construction de biodigesteurs pour la production de biogaz, montrent leur engagement dans une approche intégrée, qui implique aussi des formations locales pour garantir la pérennité des installations

### Impact et Expansion
blueEnergy cherche à élargir son impact social en partageant ses modèles et approches à une échelle locale, nationale et internationale. En collaborant avec les acteurs locaux et en formant des relais de bonnes pratiques au sein des communautés, l’organisation vise à assurer la pérennité de ses actions et à favoriser la réplicabilité de ses méthodes dans d’autres contextes. L’impact de blueEnergy est renforcé par une gouvernance transparente et un engagement envers la formation des bénéficiaires, qui deviennent les premiers acteurs de leur propre développement.